# Sigmond István
Sigmond István (Torda, 1936. július 31. – Kolozsvár, 2014. január 18.) romániai magyar író, műfordító. A Magyar Művészeti Akadémia tagja (2005).

## Életútja
Szülei: Sigmond István és Julianna. 1955-1959 között a Babeș–Bolyai Tudományegyetemen jogot hallgatott. Az egyetem elvégzése után 1960-1973 között egy kolozsvári állami vállalatnál (IRVA) kereskedelmi osztályvezetőjeként működött. 1973-1990 között a Kolozs megyei kulturális bizottság színházi szakfelügyelője, közben 1980-1983 között a Kolozsvári Állami Magyar Opera művészeti igazgatója volt. 1990 óta a Helikon című szépirodalmi hetilap szerkesztője és felolvasóesteket, könyvbemutatókat tart.

## Munkássága
A második Forrás-nemzedék prózaírói közt tűnt fel parabolikus-abszurd, ironikus szemléletével, művészi és erkölcsi tartásával. Számos munkája színházi előadásba és tv- vagy rádióadásba került. Az ismeretlen c. abszurd játékát diákszínjátszók adták elő, a Gyertyafénynél című egyfelvonásosát a Szatmárnémeti Északi Színház stúdió-színpada mutatta be 1986-ban. Szerelemeső című regényének színpadi feldolgozását a kolozsvári színház játszotta 1989-ben. Vétó című drámáját a Kolozsvári Rádió sugározta 1985-ben.
Elbeszéléseket, novellákat, regényeket, drámákat ír, de indulásától kezdve a novella számított kitüntetett műfajának, ahogyan ez Csókavész című 2006-os kötetéből is kiderül, hősei magyar falusi kisemberek, öregek, árvák, tehetetlenek, kisemmizettek, megalázottak, megszomorítottak. A Csókavész című kötet címadó novellája először a Helikon lapjain volt olvasható, majd megjelent nagy feltűnést keltve az Erdélyi Szép Szó 2004-es antológiájában, végül 2006-ban Magyarországon.
Az Irodalmi Jelen 2006-os regénypályázatának díjnyertes alkotását, Sigmond István Varjúszerenád című regényét így jellemezte Kötő József: „Szürrealista létérzés megemelt látásmóddal, félelmetes nyelvérzék, szöveg és látvány egyszerre.” Írói talentum, nagy élettapasztalat, szociális érzékenység emeli őt az olümposzi magasságba.
A műfordítás terén is figyelemre méltó tevékenységet folytatott. 1972 óta a Romániai Írószövetség, 1989 után a Magyar Írószövetségnek is tagja. 2005-ben választották be a Magyar Művészeti Akadémia tagjainak sorába.

## Művei
- Árnyékot eszik a víz (elbeszélések, 1969)
- Valaki csenget (elbeszélések, 1971)
- Egy panaszgyűjtő panaszai (regény, 1971)
- A kútbamászó ember (elbeszélések, 1978)
- Szerelemeső (regény, 1979)
- Vétó, egy mai Szókrátész (dráma, 1980)
- Félrevert harangok (regény, 1987, cenzúrázatlanul, 1990)
- Mi a sötétben is látjuk egymást (novellák, 1993)
- Ugassak magának, Rezső? (novellák, 1995)
- Gyászhuszárüvöltés (novellák, 1996)
- Minden nap halottak napja van (novellák, 1998)
- Keselyűcsók (válogatott novellák 1978-2002, 2003)
- És markukba röhögnek az égiek (novellák, 2003)
- Csókavész (novellák, 2006)
- Varjúszerenád (2006)
- Angyalfalva (regény, 2008)
- Isten is gyónni szeretne valakinek (elbeszélések, 2012)
- Egy ateista tanácsa: Higgyetek Istenben! Novellák; Polis, Kolozsvár, 2013
- Káosz. Novellák; Polis, Kolozsvár, 2014

## Műfordításai
- Anton Holban: Dania játékai (regény, 1976)
- Constantin Cubleşan: Szerelmeim városa (regény, 1977)
- Laurenţiu Fulga: Bizarr mennyország (elbeszélések, 1979)

## Színházi bemutatók
- Gyertyafénynél (1978)
- Szerelemeső (1989)
- Banyabuli (2005)

## Hangjátékok
- Vétó (1980)
- Szerelemeső (1989)

## TV-film
- A játék (1988)

## Díjai (válogatás)
- A Kolozsvári Írói Egyesület prózadíja (1979, 1985, 2003, 2006)
- Nagy Lajos-díj (1995, 1997)
- Magyar Köztársasági Arany Érdemkereszt (1997)
- a Soros-alapítvány alkotói díja (1997)
- A Romániai Írók Szövetsége kolozsvári fiókszervezetének díjazottja (2004)
- Év Könyve-díja (2004)[7]
- Az Irodalmi Jelen regénypályázatának fődíja (2006)